# Dorothée Olliéric
Dorothée Olliéric   (Nantes, 17 de novembre de 1966) és una periodista i reportera francesa, nascuda el 17 de novembre de 1966.

## Biografia

### Trajectòria
Nascuda en una família de metges, es va sentir atreta per la literatura. Dorothée Olliéric va obtenir una llicenciatura en llengües estrangeres aplicades (espanyol) a la Universitat de Nantes. Durant els seus estudis, va descobrir com funcionava Presse Océan. El 1986, amb un simple carnet de corresponsal de premsa, va anar a Xile i va aconseguir una de les últimes entrevistes amb el general Pinochet.
El 1990 va estudiar periodisme i es va graduar a l'Institut Pratique du Journalisme (IPJ) de París. El mateix any, va obtenir unes pràctiques d'un mes al canal France 2.   De 1990 a 1992, va estar al departament d'informatius generals del canal i va treballar al telenotícies de France 2 i al programa Télématin. El 1992, a 25 anys, es va incorporar al servei de política exterior de France 2.  Comenta les imatges que arriben dels conflictes internacionals, fins al dia que marxa a Cambodja per substituir els Cascos Blaus.
Després va viatjar a països en guerra com a corresponsal de guerra per al canal. Cobrirà disset anys durant tots els conflictes importants (Cambodja , Angola, Algèria, Bòsnia, Txetxènia, Ruanda, l'Afganistan, Kosovo, Congo) · , excepte l'Iraq el 2003, per la seva maternitat. Del 2002 al 2005, va ser subdirectora del servei de política exterior de France 2.
Com a periodista, els seus pitjors malsons estan relacionats amb Ruanda, on va veure milers de cadàvers en descomposició. El 2014, en una entrevista va explicar els riscos de la guerra, i com deu anys després encara hi havia segrestos i decapitacions. També va admetre en la mateixa entrevista que va tenir por durant un reportatge al Caire el 17 d'agost del 2013, després que ella i el seu equip fossin assaltats per manifestants i exfiltrats pels militars, i després sotmesos a una simulació d'execució per membres dels serveis secrets egipcis. No obstant això, ella admet que no li agrada la guerra però sí els països en guerra per la seva intensitat, reconeixent que l'argument no és raonable.

### Vida privada
Dorothée Olliéric és parella del periodista i columnista de televisió Philippe Vandel, amb qui té dos fills, Castille i Félix.
Ella diu que té dues vides, la de la guerra i la de la família, tot i reconeixent que no pot fer un reportatge sense sentir dolor. Així, el 2012, va prometre als seus fills que no anirien a Síria a informar després de la mort del periodista Gilles Jacquier, assassinat l'11 de gener del 2012 a Homs, i de qui era una amiga íntima, igual que la seva família.

## Llibre
- Maman s’en va-t-en guerre: ma vie de grand reporter (Éditions du Rocher, 2024)